# Instituto Politécnico de Coimbra
O Instituto Politécnico de Coimbra é uma instituição de ensino superior pública localizada no Centro Litoral de Portugal, em Coimbra, conhecida como a “cidade dos estudantes”.
É uma das dez maiores instituições de ensino superior portuguesas, integrando seis unidades de ensino que abrangem uma grande diversidade de áreas de formação, as quais vão desde a agricultura e ambiente, passando pela educação, comunicação, turismo, artes, gestão, contabilidade e marketing, até à saúde e engenharias.
Através das suas escolas, o Politécnico de Coimbra ministra Cursos Técnicos Superiores Profissionais, Licenciaturas, Pós-graduações e Mestrados, sendo uma força viva da cidade, com um papel preponderante no desenvolvimento da região local e no progresso do país.
O ensino de qualidade – em que a forte componente prática é sustentada por uma sólida formação teórica, e em que existe uma preocupação constante de adaptar a formação às necessidades do mercado de trabalho –, a estreita ligação às empresas, o incentivo ao empreendedorismo e a internacionalização são pilares centrais na formação que ministra, assegurando o sucesso das carreiras dos seus diplomados, assim como altas taxas de empregabilidade.
Através das suas unidades orgânicas de ensino e investigação, o IPC desenvolve a sua atividade de acordo com as atribuições definidas nos seus Estatutos e cumpre a sua missão: formar pessoas, do ponto de vista humano, cultural, científico e tecnológico. Esta é uma missão desenvolvida por toda a instituição, tendo como principais protagonistas as escolas. 

## Unidades orgânicas de ensino
O Instituto Politécnico de Coimbra é integrado por seis unidades orgânicas de ensino:
- Escola Superior Agrária de Coimbra (ESAC)
- Escola Superior de Educação de Coimbra (ESEC)
- Escola Superior de Tecnologia e Gestão de Oliveira do Hospital (ESTGOH), localizada em Oliveira do Hospital
- Escola Superior de Tecnologia da Saúde de Coimbra (ESTSC)
- Instituto Superior de Contabilidade e Administração de Coimbra (ISCAC)
- Instituto Superior de Engenharia de Coimbra (ISEC)

## História
O Instituto Politécnico de Coimbra (IPC) foi criado em 1979, através do Decreto-Lei n.º 513-T/79, de 26 de dezembro, no âmbito da implementação do ensino politécnico em Portugal. A criação do IPC é referida pela primeira vez no Decreto-Lei n.º 402/73, de 11 de agosto, no contexto da reforma do sistema educativo português preconizada pela Lei n.º 5/73, de 25 de julho, que teve como principal impulsionador o Ex-Ministro da Educação, José Veiga Simão (que assumiu o cargo entre 1970 e 1974).
Com a criação do IPC, é integrada a Escola Superior de Educação de Coimbra (Decreto-Lei nº 513-T/79, de 26 de dezembro), a Escola Superior Agrária de Coimbra (Decreto-Lei nº 513-T/79, de 26 de dezembro, mais tarde confirmada, a par da ESEC, pelo Decreto do Governo nº 46/85, de 22 de novembro), o Instituto Superior de Contabilidade e Administração de Coimbra (DL 70/88, de 3 março) e o Instituto Superior de Engenharia de Coimbra (DL 389/88, de 25 outubro). A existência efetiva do IPC só se concretizou em 1988, com a nomeação do primeiro presidente da comissão instaladora, Lélio Quaresma Lobo (19 de agosto) e a criação dos Serviços Centrais. Em 15 de maio de 1990 é nomeado o segundo presidente da Comissão Instaladora do Instituto Politécnico de Coimbra, Luís Filipe Requicha Ferreira.
Em 1995, o IPC viu os seus Estatutos aprovados de forma democrática, através da participação do seu corpo de professores, discentes e trabalhadores não docentes, tendo aqueles sido publicados em Diário da República a 28 de dezembro de 1995. Segue-se a eleição do primeiro presidente, Carlos César Coelho Viana Ramos, em julho de 1996, e a tomada de posse a 1 de outubro de 1996.
Depois deste importante passo, o Politécnico de Coimbra expandiu-se e integrou, em 2001, a Escola Superior de Tecnologia e Gestão de Oliveira do Hospital (pelo DL 264/99, de 14 de julho), e em 2004, a Escola Superior de Tecnologia da Saúde de Coimbra (DL 175/2004, de 21 de julho).
Entretanto, em 28 de setembro de 2001 toma posse o segundo Presidente do Instituto Politécnico de Coimbra, José Manuel Torres Farinha, renovando o seu mandato em 4 de maio de 2006. É durante este segundo mandato que são homologados os novos estatutos do Instituto Politécnico de Coimbra, em 19 de novembro de 2008.
No ano seguinte, a 7 de julho de 2009, toma posse, como Presidente Interino do Instituto Politécnico de Coimbra, Manuel Fernando de Miranda Páscoa, seguindo-se a tomada de posse de Rui Jorge da Silva Antunes, a 30 de julho de 2009, como Presidente do Instituto Politécnico de Coimbra, sendo reeleito em 9 de julho de 2013. Em 19 de julho de 2017 toma posse o atual Presidente do Instituto Politécnico de Coimbra, Jorge Manuel dos Santos Conde.

#### Cronologia Presidentes do Politécnico de Coimbra
Lélio Quaresma Lobo
- 1988 - Presidente da Comissão Instaladora

Luís Filipe Requicha Ferreira
- 1990 - 2.º Presidente da Comissão Instaladora

Carlos César Coelho Viana Ramos
- 1996 - Presidente

José Manuel Torres Farinha
- 2001 - Presidente

- 2006 - Presidente

Rui Jorge da Silva Antunes
- 2009 - Presidente

- 2013 - Presidente

Jorge Manuel dos Santos Conde
- 2017 - Presidente

## Organização
O IPC é uma pessoa coletiva de direito público, dotada de autonomia estatutária, pedagógica, científica, cultural, administrativa, financeira, disciplinar e patrimonial. Tem mais de 11.000 estudantes nacionais e internacionais, os quais frequentam 60 licenciaturas, 51 mestrados, 67 pós-graduações e 20 CTeSP (Cursos Técnicos Superiores Profissionais) (dados referentes ao ano letivo 2020/2021). Para a concretização desta missão, a instituição conta com um corpo de 716 professores e 418 trabalhadores não docentes, num total de 1134 trabalhadores distribuídos pelas diferentes unidades orgânicas.

## Investigação
O Politécnico de Coimbra conta com uma unidade orgânica de investigação com autonomia estatutária, pedagógica, científica, cultural, administrativa e disciplinar, o Instituto de Investigação Aplicada (i2A). Esta unidade destina-se a promover, estimular e gerir atividades de investigação aplicada, desenvolver a transferência de conhecimento e tecnologia para as indústrias e comunidade e contribuir para a racionalização e gestão integrada de recursos científicos. Atualmente, o i2A é constituído por seis laboratórios de I&D: o LBA, o LABINSAÚDE, o LACED, o ROBOCORP, o SISUS e o VALOREN e uma unidade de I&D reconhecida pela FCT – o CERNAS, Centro de Estudos em Recursos Naturais, Ambiente e Sociedade, o único na Região Centro no domínio das Ciências Agrárias, Alimentares e do Ambiente. Tem ainda um polo do CITUR - Centro de Investigação, Desenvolvimento e Inovação em Turismo – Coimbra (CITUR Coimbra) e um polo do Centro de Ecologia Funcional (CEF) da Universidade de Coimbra, a que acresce a estrutura de investigação Centro de Desenvolvimento do Potencial Humano do IPC (CDPHPC). 

## Ação Social
Com o objetivo de proporcionar aos estudantes as melhores condições de estudo e de frequência do ensino superior mediante a prestação de serviços e a concessão de apoios, os Serviços de Ação Social do Instituto Politécnico de Coimbra (SASIPC) são uma unidade orgânica, com sua origem em 1997, que goza de autonomia administrativa e financeira e dispõe de diversas valências. São exemplos o Gabinete de Apoio ao Estudante, com a missão de prestar apoio pessoal e social, apoio de natureza académica e pedagógica e apoio vocacional aos estudantes, a atribuição de auxílios de emergência, cinco refeitórios (quatro em Coimbra e um em Oliveira do Hospital), alojamento a preços acessíveis em dois complexos de residências (um em Bencanta, com uma oferta de 204 camas e outro na Quinta da Nora, ambos em Coimbra, com uma oferta de 144 camas). O SASIPC presta ainda apoio às atividades desportivas dos estudantes.

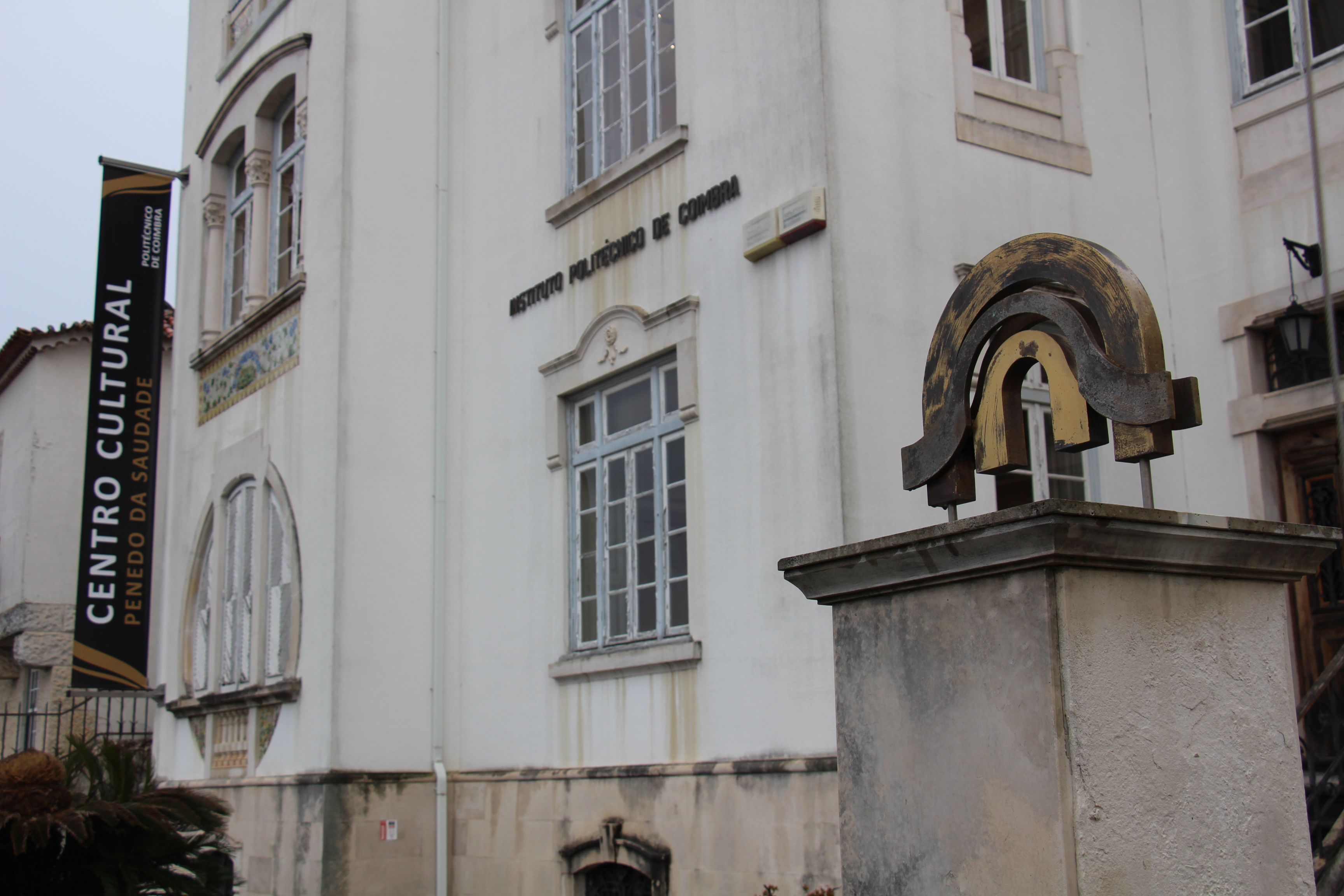
Edifício do Centro Cultural Penedo da Saudade

## Desporto e Cultura
O Politécnico aposta em atividades desportivas e culturais enquanto contributo para o bem-estar físico e mental do estudante. Para além da disponibilização das instalações desportivas já referidas, o Politécnico de Coimbra tem um Gabinete de Desporto, criado em 2017, que tem como missão a promoção da prática regular de atividade física e desportiva junto de toda a comunidade, o apoio e articulação das ações das Associações de Estudantes (AE) das escolas e a organização da prática de atividades de carácter competitivo e não competitivo, como por exemplo as competições da Federação Académica de Desporto Universitário (FADU). No setor da cultura, a Direção Cultural do IPC, criada em 2017, disponibiliza um programa de atividades diversas e gratuitas abertas principalmente à participação de estudantes e trabalhadores não docentes, mas também à comunidade externa, abrangendo as áreas da música coral, dança, teatro e artes plásticas, contando já com um grupo de Fado de Coimbra, o coro do Politécnico de Coimbra, grupos de teatro e de dança. Este programa mobiliza uma média anual de cerca de 130 praticantes habituais. Inaugurou ainda, em 2019, o Centro Cultural Penedo da Saudade, abrindo ao público a antiga sede dos Serviços da Presidência do IPC, na Avenida Doutor Marnoco e Sousa, em Coimbra. Trata-se de um local de promoção e divulgação cultural e artística, com ações da responsabilidade exclusiva da Direção Cultural, em colaboração com as várias Unidades Orgânicas deste Instituto, ou ainda em articulação com outros promotores culturais da região, promovendo uma programação cultural continuada e diversificada ao longo de todo o ano. Os inúmeros eventos realizados ao longo de cerca de ano e meio de atividade receberam mais de cinco mil visitantes e abrangem um largo espectro geracional, desde ateliers para crianças e outros para adultos de todas as gerações (ateliers, tertúlias, concertos intimistas, apresentações de livros, palestras, exposições, entre outros). São várias as parcerias estabelecidas com instituições da cidade e região, que encontram aqui um espaço privilegiado para exporem o seu trabalho e contactarem com o público.